# Giuseppe Vitali

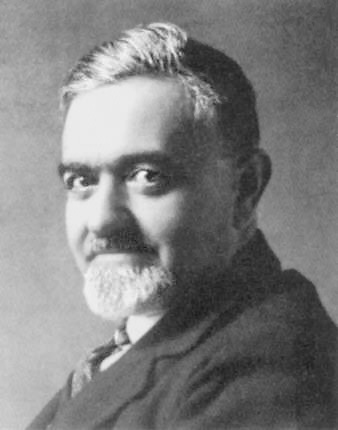
Giuseppe Vitali

Giuseppe Vitali (ur. 26 sierpnia 1875 w Rawennie, zm. 29 lutego 1932 w Bolonii) – włoski matematyk.
Jest znany przede wszystkim z:
- konstrukcji zbioru Vitalego – niemierzalnego w sensie Lebesgue’a podzbioru zbioru liczb rzeczywistych;
- twierdzenia Vitalego o pokryciu;
- twierdzenia Vitalego o zbieżności.

## Życiorys
W 1899 ukończył Scuola Normale Superiore w Pizie i został asystentem Diniego, z którym pracował przez dwa lata. Później zostawił pracę naukową a poświęcił się uczeniu w szkole (prawdopodobnie z powodów finansowych). Do pracy w matematyce powrócił w 1923, kiedy został zatrudniony w na Uniwersytecie w Modenie. Od 1924 do 1925 pracował w Padwie a od 1930 był profesorem Uniwersytetu w Bolonii.